# Coupe du monde de marche 2004
Navigation
Turin 2002 La Corogne 2006
La 21e édition de la Coupe du monde de marche s'est déroulée les 1er et 2 mai 2004 dans les rues de Naumbourg, en Allemagne.

## Tableau des médailles
| Rang | Nation    | Or | Argent | Bronze | Total |
| ---- | --------- | -- | ------ | ------ | ----- |
| 1    | Russie    | 5  | 3      | 1      | 9     |
| 2    | Chine     | 3  | 3      | 2      | 8     |
| 3    | Mexique   | 1  | 1      | 1      | 3     |
| 4    | Équateur  | 1  | 1      | 0      | 2     |
| 5    | Pologne   | 0  | 2      | 0      | 2     |
| 6    | Espagne   | 0  | 0      | 2      | 2     |
| 7=   | Australie | 0  | 0      | 1      | 1     |
| 7=   | Grèce     | 0  | 0      | 1      | 1     |
| 7=   | Italie    | 0  | 0      | 1      | 1     |
| 7=   | Roumanie  | 0  | 0      | 1      | 1     |
|      | Total     | 10 | 10     | 10     | 30    |

## Podiums

### Hommes
| Épreuve                   | Or                                            | Argent                                           | Bronze                                       |
| ------------------------- | --------------------------------------------- | ------------------------------------------------ | -------------------------------------------- |
| 10 km juniors             | Sun Chao Chine 40 min 38 s                    | Eder Sánchez Mexique 41 min 01 s                 | Benjamin Sánchez Mexique 41 min 19 s         |
| 10 km juniors par équipes | Mexique 9 pts                                 | Russie 11 pts                                    | Chine 13 pts                                 |
| 20 km                     | Jefferson Pérez Équateur 1 h 18 min 42 s (SB) | Robert Korzeniowski Pologne 1 h 19 min 02 s (SB) | Nathan Deakes Australie 1 h 19 min 11 s (SB) |
| 20 km par équipes         | Chine 18 pts                                  | Équateur 35 pts                                  | Italie 35 pts                                |
| 50 km                     | Aleksey Voyevodin Russie 3 h 42 min 44 s (SB) | Yu Chaohong Chine 3 h 43 min 47 s                | Yuriy Andronov Russie 3 h 46 min 49 s (SB)   |
| 50 km par équipes         | Russie 8 pts                                  | Chine 14 pts                                     | Espagne 23 pts                               |

### Femmes
| Épreuve                   | Or                                            | Argent                                | Bronze                                   |
| ------------------------- | --------------------------------------------- | ------------------------------------- | ---------------------------------------- |
| 10 km juniors             | Vera Sokolova Russie 45 min 29 s              | Anna Bragina Russie 46 min 15 s       | Zhang Nan Chine 47 min 18 s              |
| 10 km juniors par équipes | Russie 3 pts                                  | Pologne 16 pts                        | Grèce 22 pts                             |
| 20 km                     | Yelena Nikolayeva Russie 1 h 27 min 24 s (CR) | Jiang Jing Chine 1 h 27 min 34 s (PB) | María Vasco Espagne 1 h 27 min 36 s (NR) |
| 20 km par équipes         | Chine 18 pts                                  | Russie 28 pts                         | Roumanie 41 pts                          |